# Mars Odyssey
2001 Mars Odyssey eller Mars Odyssey är en rymdfarkost som sändes upp den 7 april 2001 och som nu är i omloppsbana runt Mars, dess uppdrag har passerat sitt planerade avslutnings år 2006 och förväntas nu vara i omloppsbana runt mars tills 2025. Syftet med farkosten var att söka efter nuvarande eller tidigare förekomster av vatten och vulkanisk aktivitet på planeten. Farkosten fungerar också som en länk mellan de två bilar som finns på Mars och jorden. 
Farkosten nådde Mars den 24 oktober 2001, dess vetenskapliga uppdrag började den 19 februari 2002. Dess tre huvudinstrument var en mätare av termisk strålning, en mätare av gammastrålning samt en mätare av energirika partiklar. Utöver dessa ingick även en neutronspektrometer.

## Instrument
- Thermal Emission Imaging System (THEMIS)
- Gamma Ray Spectrometer (GRS)
- Mars Radiation Environment Experiment (MARIE)

## Vetenskapliga resultat
Den 28 maj 2002 rapporterade NASA att satelliten funnit stora mängder väte, ett tecken på att vatten finns mindre än en meter under ytan.
Under 2023 riktade NASA Mars Odyssey mot Mars för att ta bilder ur perspektivet av hur det skulle kunna se ut för en astronaut i omloppsbana runt Mars.

### Fotnoter
1. ↑  ”NASA Space Science Data Coordinated Archive” (på engelska). NASA. https://nssdc.gsfc.nasa.gov/nmc/spacecraft/display.action?id=2001-013A. Läst 1 april 2020.